# ウェールズ炭
ウェールズ炭（ウェールズたん、別名カーディフ炭）とはイギリスのウェールズで産出する石炭である。金属性の光沢を有し、硬度は高く脆い。着火は他の石炭と比較してやや困難である。

## 概要
中でも、ファーンデール、アルビョン、マースィルなど5鉱区の物は、炭化が進んでおり、揮発成分が少なく発熱量が多く(8000kcal/kg)、灰分が少なく、煙が少ない。ボイラーで燃やすと燃焼と共に大きな塊が徐々に自然に砕けていく。このために高品質のコークスを得られるため不純物の少ない高品質の鉄を生産する事が出来る。日露戦争で日本の艦船が有利に展開する事が出来たという説もある。